# ابنة سبيرفيلد (رواية)
رواية ابنة سبيرفيلد (بالإنجليزية: Spearfield's Daughter)‏ هي رواية للكاتب الأسترالي جون كليري. نشرت عام 1982.